# Mitsubishi Minica
Mitsubishi Minica – samochód osobowy typu kei-car produkowany przez japońską firmę Mitsubishi od roku 1962. Dostępny jako 2-drzwiowy sedan czy też później jako 3- lub 5-drzwiowy hatchback. Do napędu używano silników R2 i R3. Moc przenoszona była na oś tylną (pierwsze generacje) lub na oś przednią (opcjonalnie AWD). Od 1998 produkowana jest siódma generacja modelu.

## Dane techniczne ('66 SR)

### Silnik
- R2 0,4 l (360 cm³), dwusuw
- Układ zasilania: gaźnik
- Średnica cylindra × skok tłoka: 62,00 mm × 59,60 mm
- Stopień sprężania: 7,8:1
- Moc maksymalna: 18 KM (13 kW) przy 4800 obr./min
- Maksymalny moment obrotowy: 30 Nm przy 3000 obr./min

### Osiągi
- Przyspieszenie 0-100 km/h: b/d
- Prędkość maksymalna: 89 km/h

## Dane techniczne ('93 SR)

### Silnik
- R3 0,7 l (659 cm³), 4 zawory na cylinder, SOHC
- Układ zasilania: wtrysk
- Średnica cylindra × skok tłoka: 60,00 mm × 58,30 mm
- Stopień sprężania: 10,0:1
- Moc maksymalna: 55 KM (40 kW) przy 7000 obr./min
- Maksymalny moment obrotowy: 60 Nm przy 5000 obr./min

### Osiągi
- Przyspieszenie 0-100 km/h: b/d
- Prędkość maksymalna: b/d

## Galeria

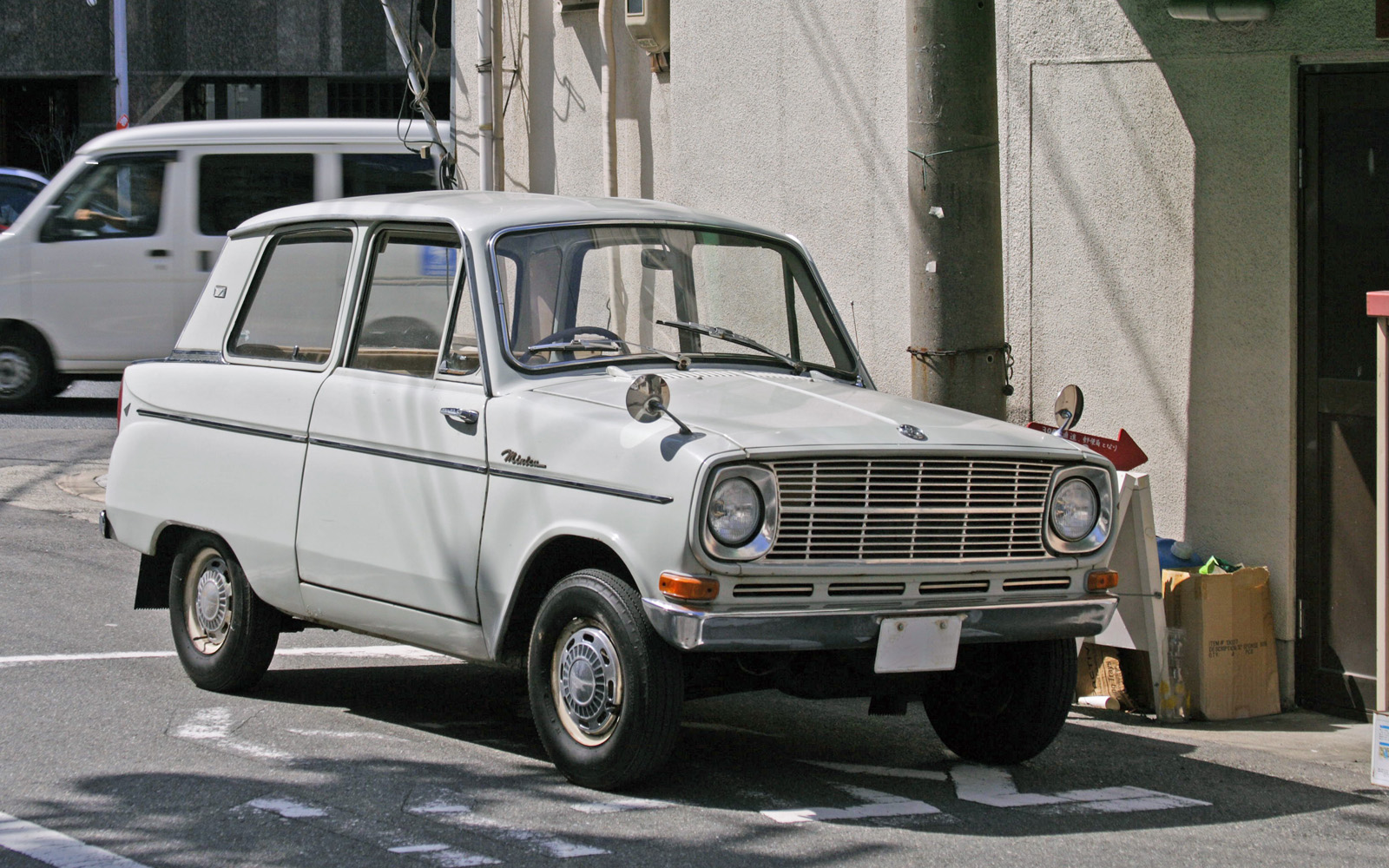
I generacja
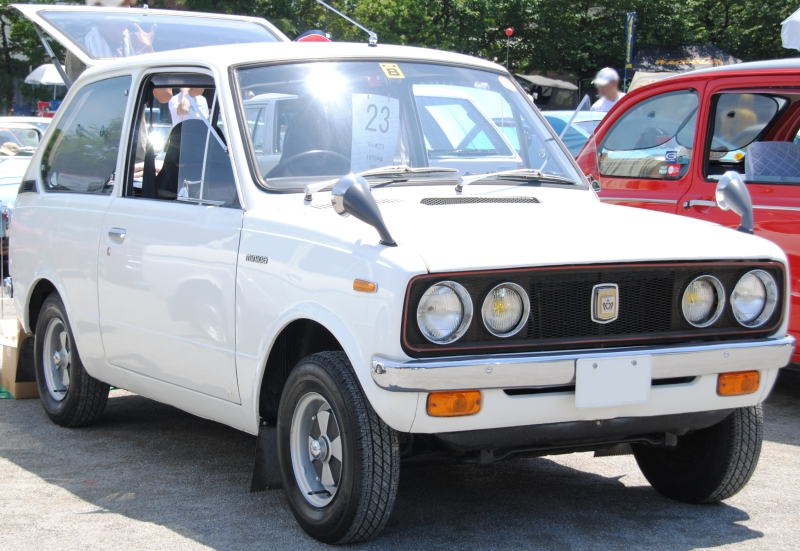
II generacja
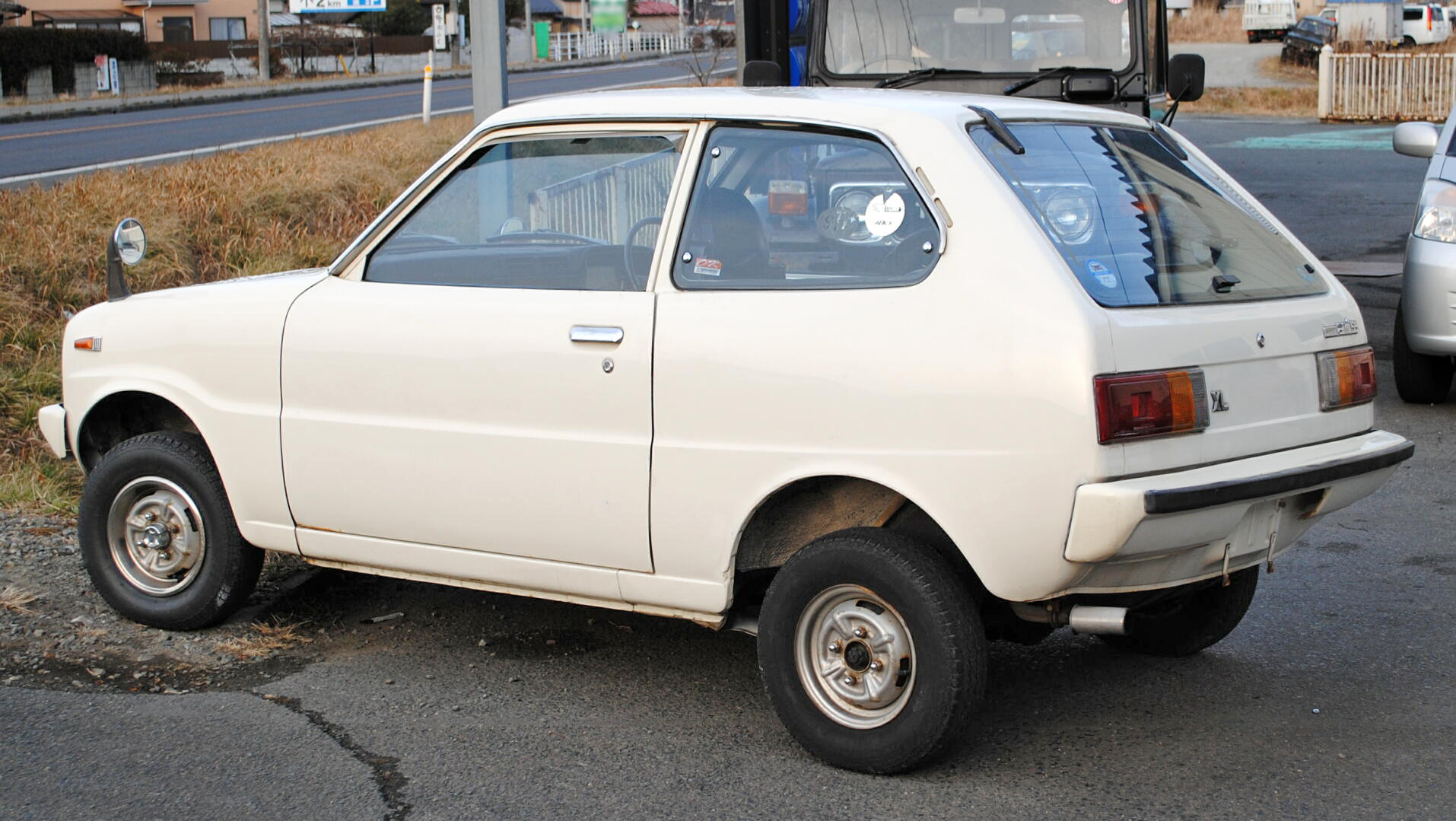
Minica Ami
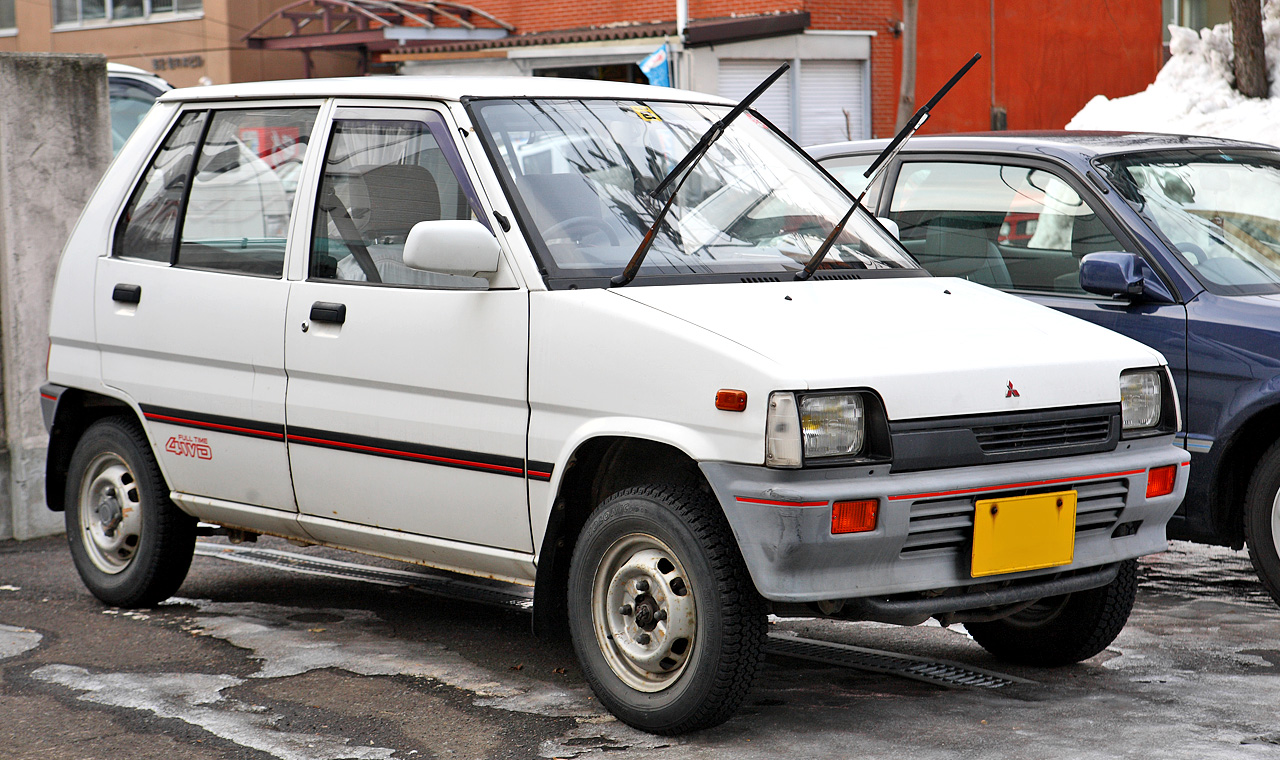
IV generacja
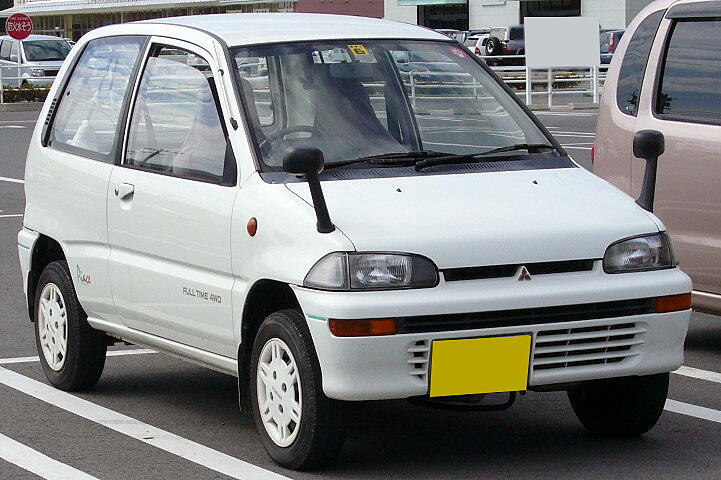
V generacja
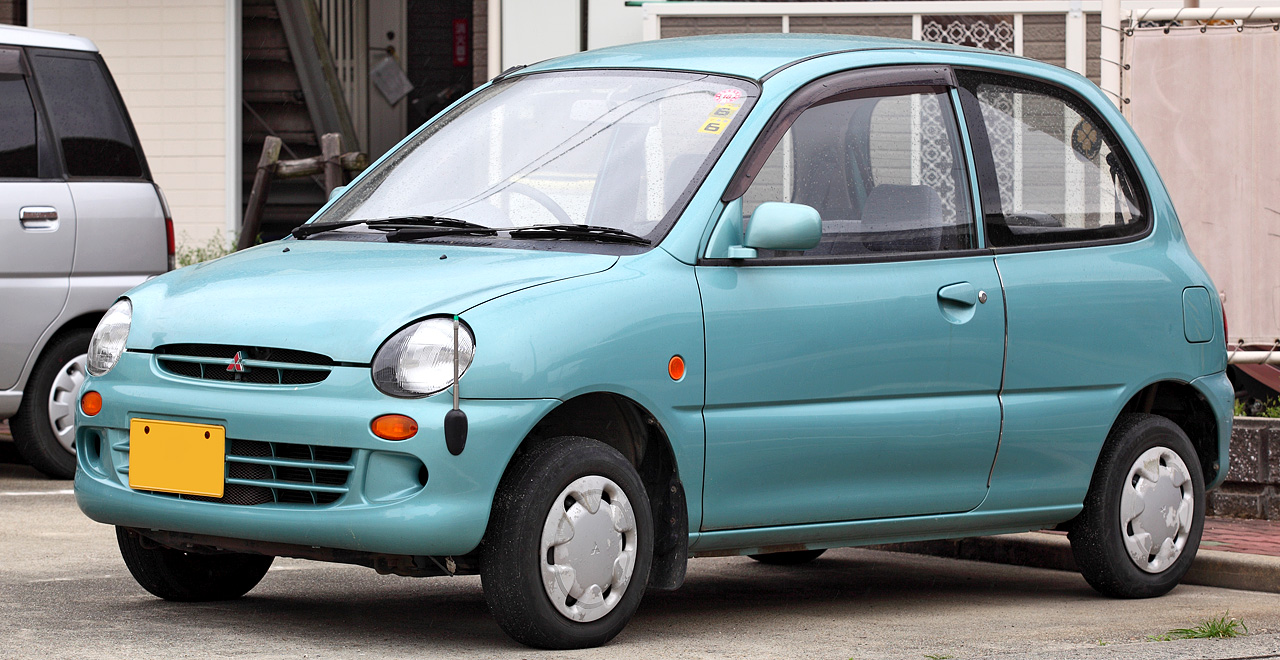
VI generacja
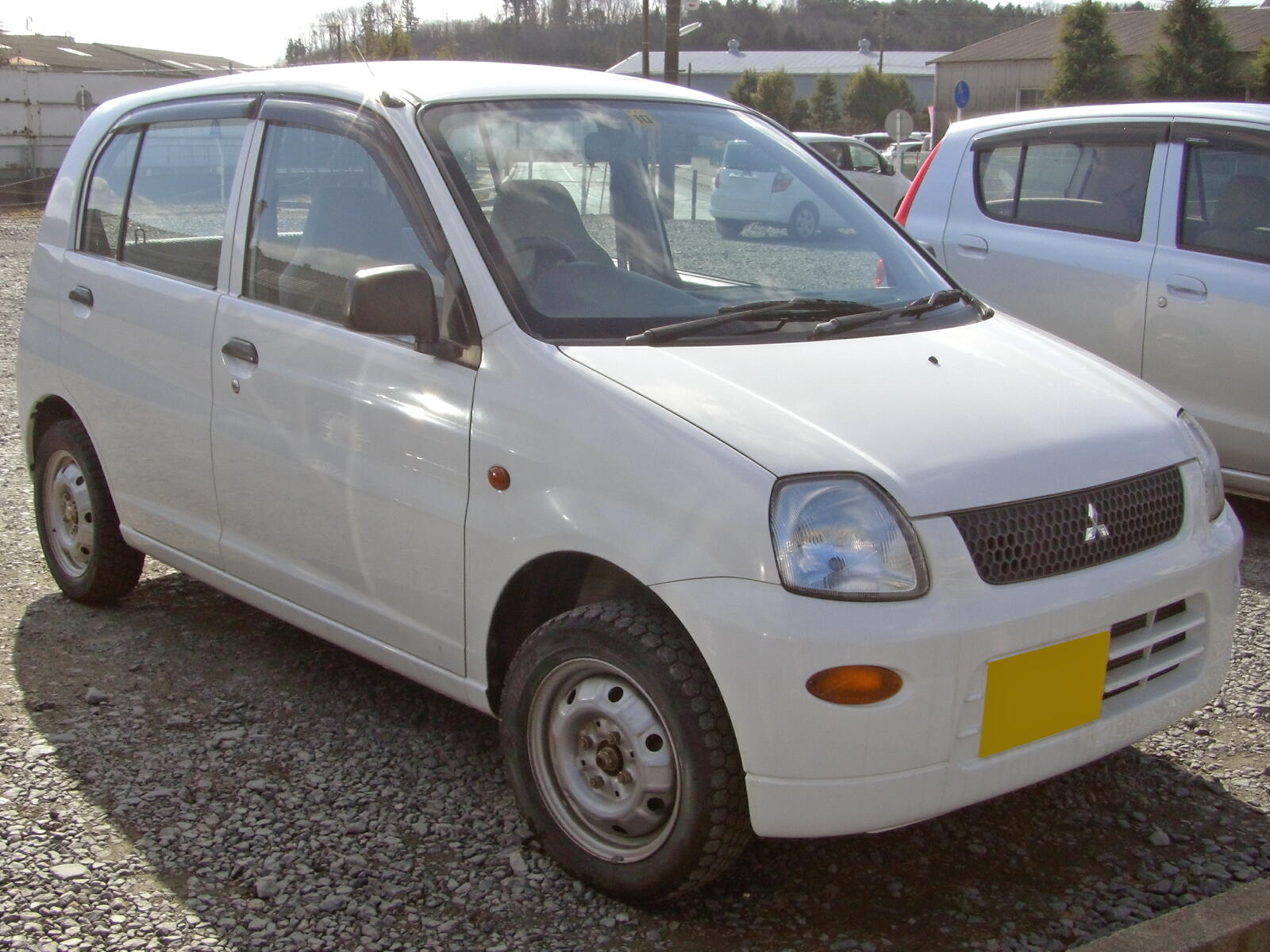
VII generacja